# 員貝嶼
員貝嶼，古籍多載員背嶼、灣貝嶼，是澎湖群島的一個島嶼，行政區屬於澎湖縣白沙鄉，柱狀玄武岩非常發達，變化多端，全島的面積約為0.271平方（27.1公頃）。

## 景點

### 柱狀玄武岩
島上有各式各樣的柱狀玄武岩，北岸有傾斜狀柱狀玄武岩，當地人稱「石硯」。石硯東方則有孤立在海岸邊挺直的柱狀玄武岩，當地人稱「石筆」，高約6公尺。東北側的海崖上，則有彎曲的柱狀玄武岩，當地人稱「石裙」。「一筆、一硯、一裙」為當地最顯著的玄武岩自然景觀。

### 踏浪
員貝古道踏浪，由石板、碎石以及珊瑚礁等組成的海上步道，在退潮後，由湖西鄉沙港至員貝嶼之間通行，長4.6公里，步程約2個小時，但因嚴重破壞了海洋生態，現今已禁止此步道的開放。

### 蜂巢田
位於島的中央窪地，由一堆菜宅所組成，專門作農作物栽培。菜宅則是由珊瑚礁石所圍成的圍牆，圍牆上留有縫隙讓空氣流通，有益農作物的生長。其中，北牆必須高一點，約在160到250公分，東、西牆次之，約為150到180公分，南牆最低，約為100公分以下，主要因為抵檔冬天強勁的東北季風。

### 澎澎灘（活龍灘）
從北方山丘可以遠眺位於北方新生的沙洲島嶼，因海岸線受海流作用而形成的沙洲，也稱活龍灘，由珊瑚碎屑堆積而形成，與鳥嶼連接，退潮時像大海中的白色大鯰魚。面積因海流大小與方向時常變化，形狀大小也常常在變。其中四分之三為鳥類棲息處，列入保育區，禁止遊客破壞保育鳥類生存。

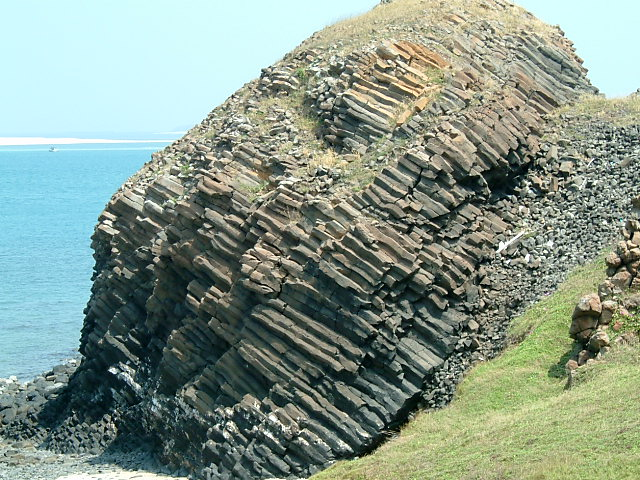
石硯
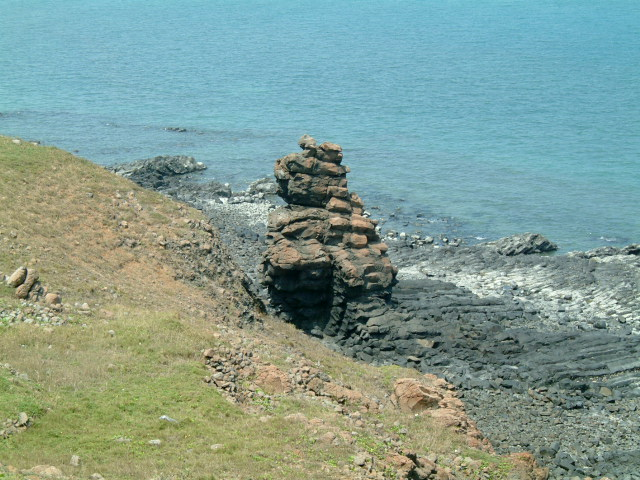
石筆
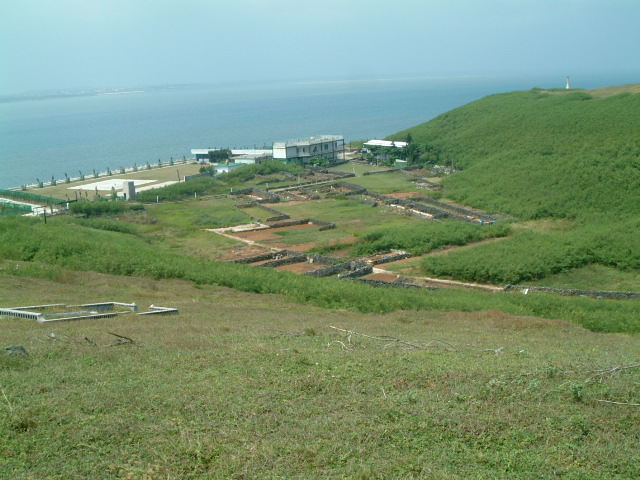
員貝嶼蜂巢田
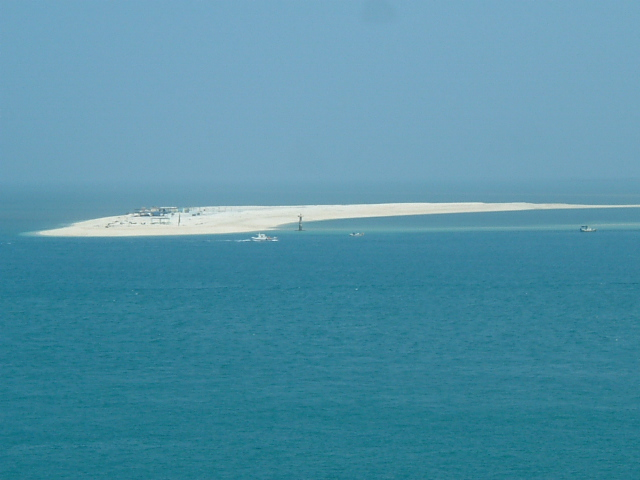
遠眺活龍灘（澎澎灘）

## 人口
大部分住家皆位於島嶼南方的避風處，其他區域地勢則較崎嶇，島上設有環島步道，居民以漁業為主要收入，農業為輔。根據澎湖縣白沙鄉戶政事務所歷年人口資料 （页面存档备份，存于），113年7月1號（西元2024年）統計資料，島上居住人口數為331人。

## 地形
島中有一個開口向西的窪地，將島一分為二，島的南邊因沈積作用，形成突出的半島地形。島的北邊則是玄武岩海蝕地形。

## 交通
海上交通方面，在岐頭遊客中心搭乘交通船「愛貝號」，交通船時間交通船時刻表 （页面存档备份，存于）(113年4月1號起適用)。陸上交通方面，以腳踏車跟走路為島上的交通方式，走完本島一圈約40分鐘。

## 歷史紀錄
2016年夏天，由陳品臻（員貝青年）帶領大學生完成一個月的尋根員貝駐島計畫，在這期間做了初步的田野調查，並於隔年夏天出版《員貝誌》（ISBN:9789574349333），為第一本專屬於員貝的刊物。《員貝誌》出版於2017年9月，目前本刊物流通於台灣與香港獨立書店中。
《員貝誌》中記載員貝島上長輩的口述歷史，內容涵蓋歷史、地理、風俗習慣、經濟發展、生命經驗等，對於台灣其他和員貝一樣面臨人口老化、人口外流，並有文化消失危機的鄉村，《員貝誌》亦與「尋根員貝計畫」都不失為一項參考指標，計畫召集人陳品臻亦期待台灣有更多小村落的文化能被傳承下去，也期待透過更多的「尋根計畫」在台灣各個角落發生，藉此開啟一段不同世代之間的對話，並重新審視與人類與土地之間的關係。